# 今日もまたかくてありなん
『今日もまたかくてありなん』（きょうもまたかくてありなん）は、1959年9月27日に日本で公開された映画。芸術祭参加作品。

## ストーリー
倖せへの希望と、やるかたなき悲しみと・・・
ささやかに生きる人々の
美しくもまた劇しい魂の交流！

## スタッフ
- 監督・脚本：木下惠介
- 製作：細谷辰雄
- 撮影：楠田浩之
- 音楽：木下忠司

## キャスト
- 佐藤正一：高橋貞二
- 佐藤保子：久我美子
- 佐藤一雄：中村勘九郎
- 竹村周助：中村勘三郎
- 竹村とも江：藤間紫
- 保子の母：夏川静江
- 森哲生：田村高廣
- 森春子：小林トシ子
- 森肇：五月女殊久
- 森五郎：小坂一也
- 紀子：藤美恵
- 赤田健三：三國連太郎
- ミミ：杉田弘子
- 別の女：瞳麗子
- 学生：鹿島信哉
- 専務：佐野周二
- 観翠桜の女中：桜むつ子
- 近所の奥さん：本橋和子
- 男：三井弘次、田中晋二、川金正直、小野良